# Richard Denning

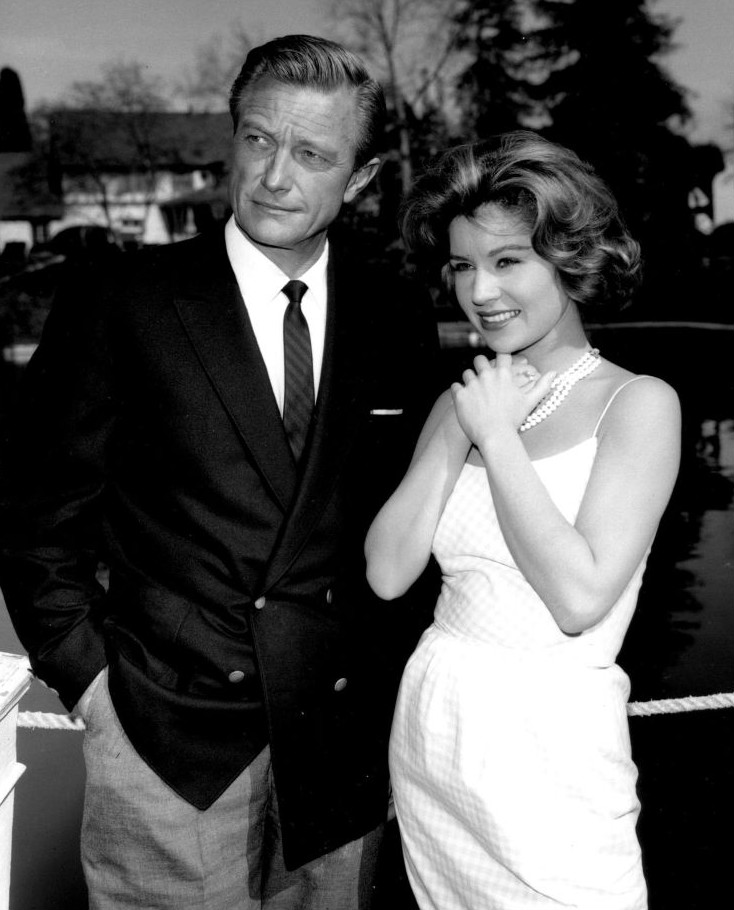
Richard Denning och Patricia Crowley i TV-serien Michael Shayne 1961.

Richard Denning, född 27 mars 1914 i Poughkeepsie, New York, död 11 oktober 1998 i Escondido, Kalifornien, var en amerikansk skådespelare. Han filmdebuterade 1937, men blev mer känd under 1950-talet för roller i flera science fiction-filmer. Han avslutade karriären med en återkommande roll som Hawaiis guvernör i TV-serien Hawaii Five-O åren 1968-1980.
Denning var gift med skådespelaren Evelyn Ankers från 1942 till hennes död 1985.
Han har tilldelats en stjärna för arbete inom television på Hollywood Walk of Fame vid adressen 6932 Hollywood Blvd.

## Filmografi, urval
- 1938 – New Yorks undre värld
- 1940 – Hjälteskvadronen
- 1942 – Glasnyckeln
- 1950 – Gift med en död man
- 1953 – Televisionsmordet
- 1954 – Skräcken i Svarta lagunen
- 1957 – Allt om kärlek
- 1961 – Michael Shayne (TV-serie)
- 1968 – Hawaii Five-O (TV-serie)